# Поверхность+
Поверхность (укр. Поверхня) — у минулому (з червня 2008 року по серпень 2010 року) український оператор платного супутникового телебачення. З 2010 року компанія займається виробництвом спортивних каналів «Спорт 1» і «Спорт 2». Раніше компанії займалися виробництвом каналів «Спорт 1», «Спорт 2», «Спорт 3», «Спорт 4» та «Спорт 5» та надавали послуги супутникового провайдера Direct broadcast satellite (DBS, укр. Прямий сателітарний мовник) (раніше звалось DTH (direct to home, укр. Прямо у дім)), який транслювався через супутник Hellas Sat 2. З серпня 2010 року компанія припинила надання послуг DBS-оператора.
З червня 2008 року по серпень 2010 року компанія надавала послуги супутникового телебачення високої роздільності (англ. high definition) під брендом Поверхность+ (укр. Поверхня+).

## Телеканали
- Sport 1[3]
- Sport 2[3]
- Sport 3[3]
- Sport 4[3]
- Sport 5
- Sport 1 Baltic
- Sport 2 Baltic
- Kino 1
- Kino 2
- RAZ 1
- RAZ 2
- Соль ТВ
- Чемодан ТВ
- Dynamo Kyiv TV
- PV+
- Sport HD[3]
- HD 2[3]